# Hans Heinrich Redlhammer
Hans Heinrich Redlhammer (* 30. September 1891 in Gablonz; † 16. April 1980 in Hofheim am Taunus) war ein deutscher Diplomat und Kommunalpolitiker. Von 1946 bis 1953 war er Oberbürgermeister der Stadt Wiesbaden, seit 1951 suspendiert.

## Leben

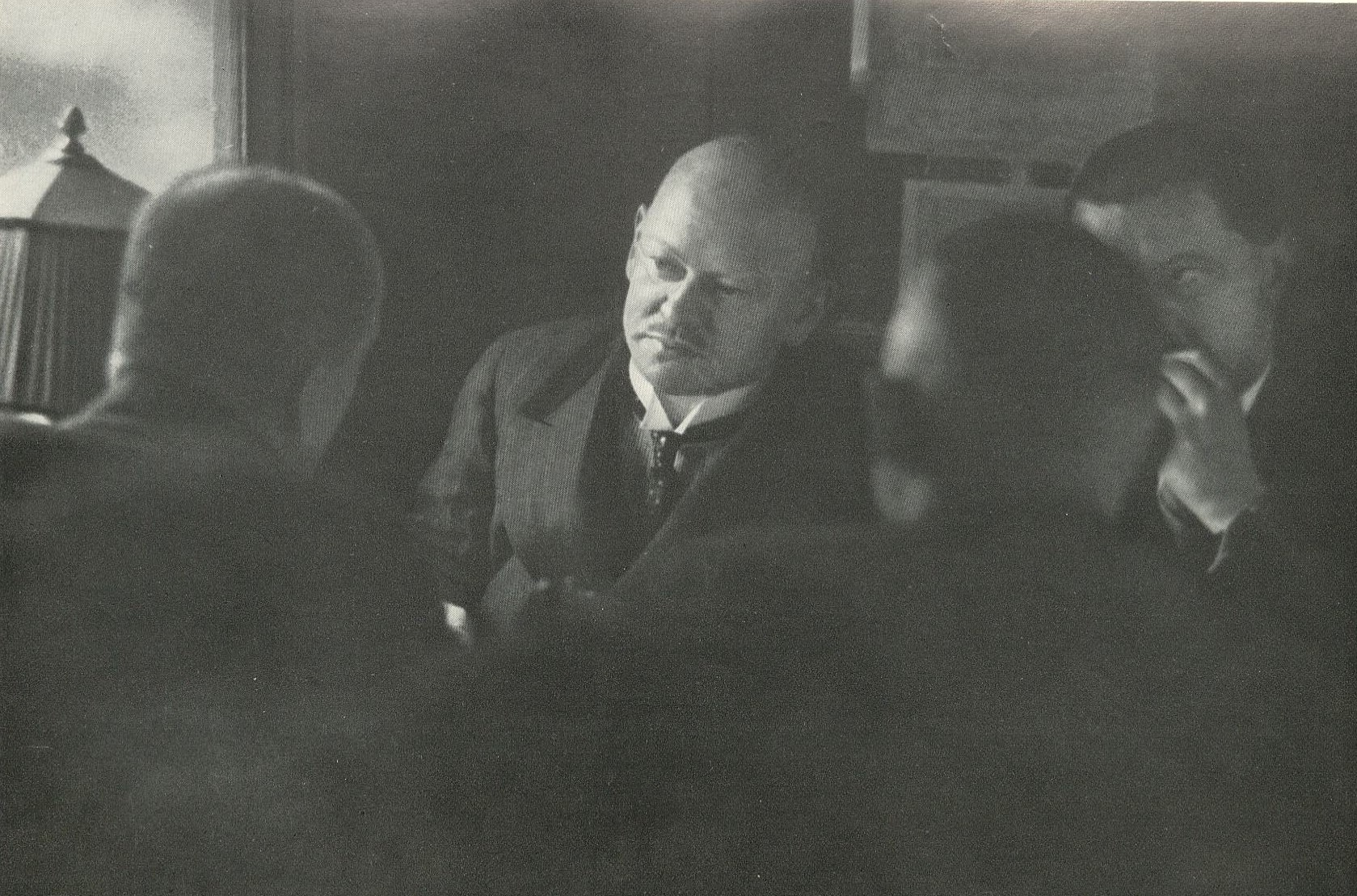
Redlhammer (rechts) begleitet Gustav Stresemann 1928

Redlhammer wurde als Sohn des Glasfabrikanten Eduard Ludwig Redlhammer geboren. Nach dem Studium der Rechtswissenschaft an der Konsularakademie Wien trat er 1915 in den Auswärtigen Dienst Österreich-Ungarns ein und ab 1920 in den des Deutschen Reiches. 1929 wurde er in Berlin zum Vortragenden Legationsrat befördert, seit 1931 leitete er die Fernschreiber-Aktiengesellschaft in Berlin und wurde in den einstweiligen Ruhestand versetzt, und am 18. Juli 1933, nach der Machtergreifung der Nationalsozialisten, in den Ruhestand versetzt.
Nach Kriegsende wurde er 1945 in Wiesbaden zunächst als Beauftragter für Presse und Rundfunk eingesetzt und im Jahr darauf als Kandidat der CDU zum Oberbürgermeister der groß-hessischen Landeshauptstadt gewählt. In seiner Amtszeit vom 12. August 1946 bis zu seiner Pensionierung am 18. Juni 1953 setzte er sich nachhaltig für deren Wiederaufbau ein. 1951 wurde er vom Amt suspendiert. Nach seinem Ausscheiden aus dem Amt blieb er noch bis 1957 Kreisvorsitzender der CDU Wiesbaden.
Redlhammers Aktivitäten galten nach dem Krieg auch der Aussöhnung zwischen Deutschland und Frankreich. 1949 war er Mitbegründer und später Präsident der Deutsch-Französischen Gesellschaft, von 1961 an stand er der Stresemann-Gesellschaft als Präsident vor.

## Ehrungen
- 1967: Verdienstkreuz 1. Klasse der Bundesrepublik Deutschland